# Meeks Grain Elevator Building

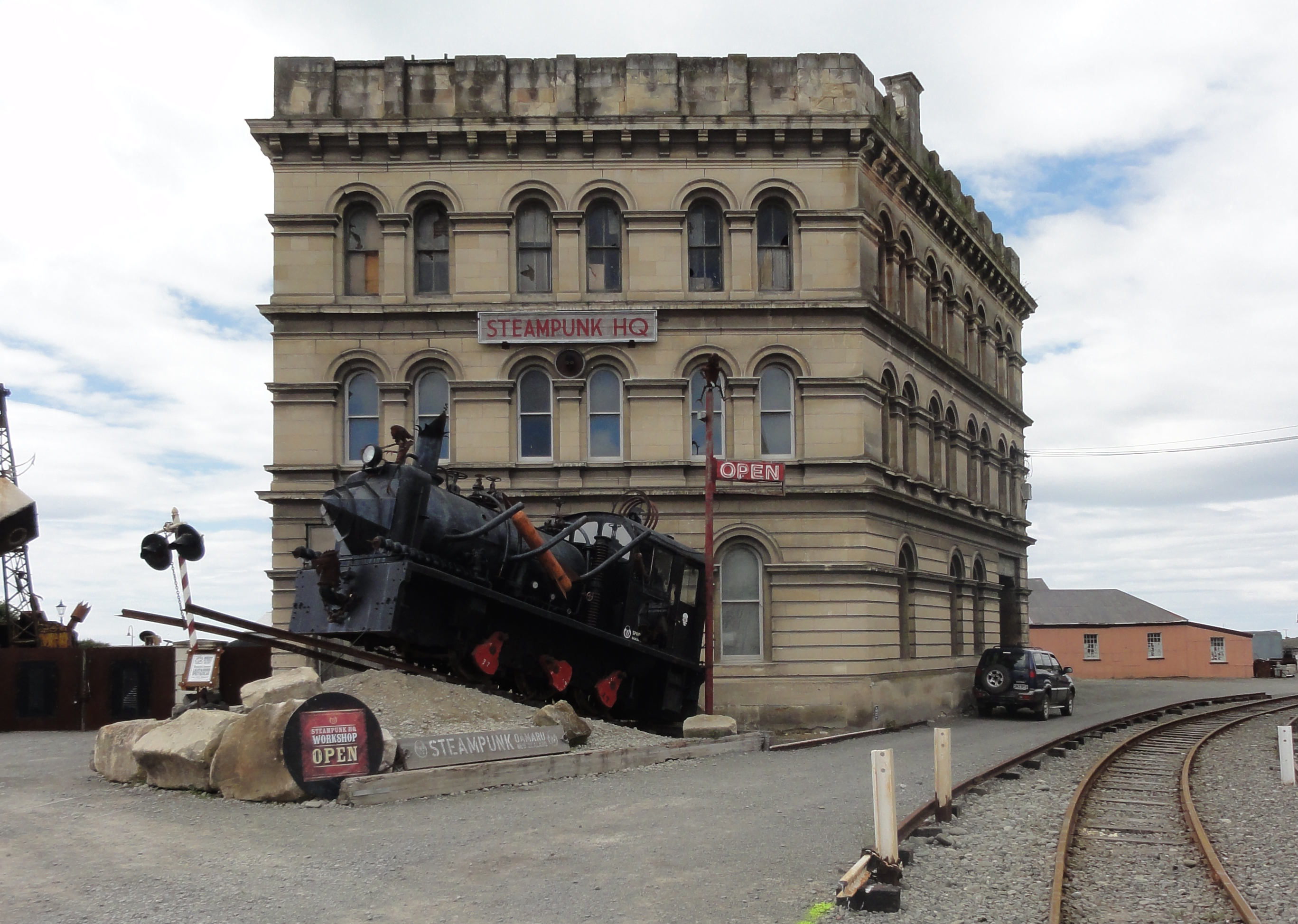
Meeks Grain Elevator Building

Meeks Grain Elevator Building ist ein historisches Bauwerk im viktorianischen Stadtkern der neuseeländischen Stadt Oamaru in der Region Otago. Es liegt an der Humber Street und grenzt mit seiner Nordseite an ein Bahngleis, mit der Ostseite an das ehemalige Hafengelände und seine Bahnanlagen.
Das Getreidehandels- und Mühlenunternehmen J. And T. Meek besaß schon in der benachbarten Harbour Street ein einstöckiges Getreidelager, den Meek´s Grain Store, dieser erwies sich aber für das wachsende Unternehmen als zu klein.
So wurde 1883 nach Entwürfen der Architekten Forrester & Lemon ein neues, größeres Lager im Umfeld des Hafens erbaut. Das im viktorianischen Stil aus Oamaru Stone errichtete Bauwerk wurde über seine Geschichte vorwiegend als Lagerhaus für Getreide verwendet. Während die Vorderseite des Gebäudes an das Straßennetz anschließt, hat es auf der Rückseite Anschluss an die Bahnanlagen des früher bedeutsamen Seehafens von Oamaru.
Das fünfstöckige Gebäude wurde nach amerikanischen Funktionsprinzipien gebaut und soll damals das einzige Getreidelager dieser Bauart auf der Südhalbkugel gewesen sein. Bei seinem Bau wurden 213.360 Meter Holzbalken verarbeitet.
Im Keller befand sich die Antriebsmaschine und zwei 40 Meter lange Schneckenförderer, die sich in Tunneln über die gesamte Länge des Gebäudes erstrecken. Zwei weitere Schneckenförderer befinden sich im obersten Stockwerk. Mit ihnen konnte das Getreide längs im Gebäude bewegt werden. Die Lagerung erfolgte in 36 Kammern mit einer Kapazität von je 1100 Sack. Die gesamte Lagerkapazität betrug 90.000 Sack auf einer Lagerfläche von 4950 m². Durch die fortschrittliche technische Ausstattung konnten die Lagerkosten halbiert werden.
Am 25. September 1986 wurde das Gebäude vom New Zealand Historic Places Trust unter der Nummer 4881 als Denkmal der Kategorie 2 (Historic Place Category II) eingestuft.
Heute hat in dem Bauwerk ein Verein seinen Sitz, der sich mit Steampunk beschäftigt und entsprechende Objekte im Stadtgebiet ausstellt. So ist vor dem Gebäude ein im Stil des Steampunk umgebaute Dampflokomotive aufgestellt.
Weitere mit Meeks Geschäftstätigkeit verbundene Baudenkmale in Oamaru sind Meek’s Flourmill und Meek´s Grain Store.